# DJ Pooh
Mark Jordan (n. 14 aprilie 1969, Los Angeles, California, SUA), cunoscut sub numele de scenă DJ Pooh, este un rapper, actor, producător, DJ, regizor și scenarist american. El a produs albume pentru artiști precum Ice Cube, Snoop Dogg, LL Cool J etc.

## Discografie

### Albume de studio
- Bad Newz Travels Fast (1997)